# Вайда, Михай
Ми́хай А́ндраш Ва́йда (венг. Vajda Mihály András; 10 февраля 1935, Будапешт — 27 ноября 2023) — венгерский философ, член Венгерской академии наук, ученик Дьердя Лукача и представитель Будапештской школы. Круг его интересов включает марксизм, феноменологию, немецкую философию XX века и фашизм. В 1996—2000 годах — директор Института философии Дебреценского университета имени Лайоша Кошута, в 2005—2009 — Института философии Венгерской академии наук.

## Биография
Окончив школу в 1953 году, поступил в Институт Ленина, созданный в 1952 году на базе Русского института при факультете философии Будапештского Университета имени Лоранда Этвеша и просуществовавший до 1957 года. В 1957—1960 годах Михай Вайда продолжил обучение на факультете философии Будапештского университета, специализируясь на немецкой философии, в частности, на феноменологии Эдмунда Гуссерля и Макса Шелера. Он входил в число ближайших учеников Дьёрдя Лукача, составлявших Будапештскую школу.
Окончив университет, работал учителем в средней школе, в 1961 году стал научным сотрудником Института философии Венгерской академии наук. В 1967 году защитил кандидатскую диссертацию. После разгрома Будапештской школы партийным руководством был отстранён от должности за «политическую неблагонадёжность». В результате, Вайда перебивался переводами и преподаванием иностранных языков. С 1977 по 1980 годы был приглашённым профессором в Бремене, затем неоднократно посещал с аналогичными целями университеты Нью-Йорка. К этому моменту Вайда отошёл от гуманистического марксизма и стал сторонником постмодернизма.
На родине был реабилитирован в 1989 году, в 1990 году возглавил кафедру философии в Университете имени Лайоша Кошута (Дебреценского университета). В 1992 году защитил докторскую диссертацию. В 2000 году возглавил Философское бюро Венгерской академии наук. Член-корреспондент ВАН с 2001 года, действительный член с 2007 года. Был директором Института философии ВАН с 2005 по 2009 годы.

## Основные труды
- „Zárójelbe tett” tudomány (1968)
- A mítosz és a ráció határán (1969)
- Fascism as a Mass Movement (1976)
- Sistemi sociali oltre Marx (1980)
- The State and Socialism (1981)
- Orosz szocializmus Közép-Európában (1989)
- Marx után szabadon, avagy miért nem vagyok már marxista? (1990)
- Változó evidenciák (1992)
- A történelem vége? Közép-Európa — 1989 (1992)
- A posztmodern Heidegger (1993)
- Mit lehet remélni? (1995)
- Nem az örökkévalóságnak (1996)
- Tükörben (2001)
- Ilisszosz-parti beszélgetések (2001)
- Mesék Napnyugatról (2003)
- Sisakrostély-hatás (2007)
- Szókratészi huzatban  (2009)